# Susanne Erichsen
Susanne Erichsen geborene Firle (* 30. Dezember 1925 in Berlin-Steglitz; † 13. Januar 2002 in Berlin) war eine deutsche Schönheitskönigin sowie Mannequin, Fotomodell und Unternehmerin.

## Leben
Am 15. Juni 1945 heiratete sie den Norweger Sven Erichsen. Die knapp 20-Jährige und ihr frisch angetrauter Ehemann wurden deportiert und in sowjetische Zwangsarbeitslager verbracht. Susanne Erichsen wurde von ihrem Mann getrennt und sah ihn nie wieder. Zum Wiederaufbau von Stalinogorsk zwangsverpflichtet, leistete sie zwei Jahre Schwerstarbeit. Erst 1947 kam sie nach Hause. Den Nachnamen führte sie auch nach einer zweiten gescheiterten Verbindung als Künstlernamen weiter.
Wieder in Deutschland, wurde sie von einer Fotografin und Modejournalistin entdeckt und arbeitete in den folgenden Jahren als Mannequin und Fotomodell. Während eines Urlaubs auf Sylt nahm sie im Frühsommer 1950 im Tanzlokal Trocadero an der Wahl zur Miss Schleswig-Holstein teil und gewann.
Am 2. September 1950 wurde die 24-jährige Berlinerin im Kurhaus von Baden-Baden zur Miss Germany gekrönt. An der Wahl hatte das Mannequin, seit einem Jahr Top-Modell großer Berliner Modemacher wie Heinz Oestergaard und Gehringer & Glupp, angeblich nur aus Spaß mitgemacht. Die Preisverleihung wäre fast zu einem Skandal geworden: Fünf der sieben Preisrichter protestierten, weil Susanne Erichsen schon einmal verheiratet gewesen war und damit gegen das Reglement verstieß. Doch ihre Ehe war schon nach wenigen Monaten offiziell annulliert worden.
Eine knappe Woche später (am 9. September) nahm sie an der Wahl zur Miss Europe in Rimini teil.
1952 reiste sie als „Botschafterin der deutschen Mode“ in die USA. Die Presse war von der dunkelhaarigen Deutschen begeistert. Sie erklärte sie zum „Fräuleinwunder“. So entstand ein Name, der zehn Jahre lang zum Inbegriff der jungen, schönen und begehrenswerten deutschen Frau in Amerika werden sollte. Das Magazin Life widmete ihr eine Vier-Seiten-Story, als vielgefragtes Modell verdiente sie bei der New Yorker Agentur Frances Gill fast 100 Dollar die Stunde (damals 420 Mark), mehr als eineinhalbmal so viel wie ein deutscher Industriearbeiter im Monat. 
Nach ihrem USA-Aufenthalt entwarf sie ihre eigene Mode. Sie gründete die Susanne Erichsen Teenager Modelle GmbH mit einem Verkaufsraum am Kurfürstendamm und Produktionsstätten in Berlin-Tempelhof. Damit führte sie den Begriff Teenager in die deutsche Umgangssprache ein. 
1967 gründete sie in Berlin eine Mannequin- und Modelschule, die sie lange Jahre leitete.
Anfang 2002 starb sie an den Folgen eines Schlaganfalles. Ihre Autobiografie Ein Nerz und eine Krone. Die Lebenserinnerungen des deutschen Fräuleinwunders (2003) wurde von Co-Autorin und Herausgeberin Dorothée Hansen vollendet.

## Autobiografie
- Susanne Erichsen: Ein Nerz und eine Krone. Die Lebenserinnerungen des deutschen Fräuleinwunders. Econ, München, 2003; ISBN 3-430-12547-2